# Муцинозни цистаденом
Муцинозни цистаденом је тумор са више комора, испуњен слузавим садржајем. Ови тумори брзо расту и могу достићи знатну величину, и прерасти у малигну неоплазму, названу цистаденокарцином. Клиничком сликом доминира стални бол и нелагодност.

## Врсте
Муцинозни цистаденоми могу се наћи у:
- Јајнику - муцинозни цистаденом јајника,
- Панкреасу - муцинозни цистаденом панкреаса,[1]
- Перитонеуму (трбушној марамици) - муцинозни цистаденом перитонеума,
- Јетри - муцинозни цистаденом јетре,[2]
- Црвуљку - муцинозни цистаденом црвуљка.

## Тарапија
Хируршко лечење муцинозних цистаденома је метода избора за све симптоматске серозне и све муцинозне цистаденоме, као и све цистичне туморе који нису јасно ограничени.
Конзервативно лечење је оправдано код добро документованих серозних цистаденома који су потпуно без симптома. Због малигног потенцијала, муцинозне цистичне неоплазме треба ресецирати у целини.
Како су ови тумори склони малигној алтерацији, која се може јавити само у једном делу тумора, и може бити фокална, цео тумор се мора ексцидирати, или у целини уклонити, и до детаља и пажљиво прегледати.

## Галерија
Макроскопски изглед муцинозног цистаденома јајника
Патохистолошки налаз код муцинозног цистаденома јајника